# Шиєнський сільський округ
Шиє́нський сільський округ (каз. Шиен ауылдық округі, рос. Шиенский сельский округ) — адміністративна одиниця у складі Жамбильського району Алматинської області Казахстану. Адміністративний центр — село Шиєн.
Населення — 2399 осіб (2021; 2140 у 2009, 2683 у 1999, 2677 у 1989).
Станом на 1989 рік існувала Шиєнська сільська рада (села Когамшил, Шиєн).

## Склад
До складу округу входять такі населені пункти:
| Населений пункт | Стара назва | Населення, осіб (1989) | Населення, осіб (1999) | Населення, осіб (2009) | Населення, осіб (2021) |
| --------------- | ----------- | ---------------------- | ---------------------- | ---------------------- | ---------------------- |
| Когамшил, село  | -           | 205                    | 258                    | 271                    | 279                    |
| Шиєн, село      | -           | 2472                   | 2425                   | 1869                   | 2120                   |